# Eugène Guinot
Pour les articles homonymes, voir Guinot.
Eugène Guinot, né le 18 germinal an XIII (8 avril 1805) à Marseille et mort le 9 février 1861 à Saint-Germain-en-Laye, est un écrivain, dramaturge, librettiste et chroniqueur français, inventeur de la chronique parisienne.

## Biographie
Guinot étudie au Lycée impérial de Marseille, où il se fait remarquer pour son talent d'écriture. Après s’être fait inscrire sur le tableau des avocats de sa ville natale, il est monté, en 1835 à Paris, où il a débuté dans la carrière littéraires avec quelques nouvelles publiées dans l’Europe littéraire.
Il a fait ses débuts de journaliste au quotidien des spectacles Vert-vert (d)  d’Anténor Joly ; on ne signait pas alors ses articles, et cependant, sous le voile léger dont il s’entourait, chacun devinait Eugène Guinot. Collaborateur, entre autres, de la Revue de Paris, en 1836 et 1837, puis au Siècle, où il rédigea jusqu’en 1848 un courrier de Paris, sous le nom de plume de « Pierre Durand ». En 1848, la sensation causée par les idées et le langage réactionnaire de sa pièce, la Restauration des Stuart, a motivé sa sortie du Siècle et son passage à l'Ordre, ouvert par Chambolle, aux dissidents de l’ancienne feuille libérale.
Il a longtemps fait, avec Louis Lurine et Marie Aycard, le feuilleton du Courrier français. Un de ces feuilletons qui a connu le plus grand succès, L'Écu de cent sous, écrit par Marie Aycard, a ensuite été réédité (par erreur) sous le nom d'Eugène Guinot pour être publié dans plus de 416 journaux dans le monde entier, parfois anonymement.
Chroniqueur aimable, qui ne critiquait que par des allusions, ne dénonçant que par des initiales, on ne lui connait qu’un seul feuilleton qui ait été une satire, et même une personnalité. Il s’agissait de « Faire son chemin », dirigé contre Émile de Girardin, à qui les républicains n’avaient pas encore pardonné la mort d’Armand Carrel.
Auteur de nombreux feuilletons, écrivain en vogue à son époque, publiant chez de grands éditeurs comme Hetzel, Hachette ou Michel Lévy parmi d’autres, il faisait en même temps jouer, seul ou en collaboration, sous un autre nom de plume, celui de « Paul Vermond », des vaudevilles qui ont été représentés sur les plus grandes scènes parisiennes du XIXe siècle : théâtre des Variétés, théâtre du Vaudeville, théâtre du Gymnase-Dramatique, etc.
Au moment de sa mort, des suites d’une congestion cérébrale, à son domicile du 22 rue de Noailles, il était attaché, cette fois, sous son vrai nom, en qualité de chroniqueur au Pays. Selon l’auteur de l’Histoire littéraire du dix-neuvième siècle, Antoine Laporte (d) , s’il a beaucoup écrit, le succès de quelques uns de ses ouvrages n’est dû qu’aux illustrations qui les ont fait rechercher de certains amateurs.

## Œuvres
- Suzanne, comédie-vaudeville en 2 actes, avec Mélesville, 1837.
- Lekain à Draguignan, comédie en 2 actes, avec Philippe-Auguste-Alfred Pittaud de Forges, 1839.
- Une nuit au sérail, comédie en 3 actes, mêlée de chant, avec de Forges, 1841.
- Listrac, feuilleton, 1841.
- Pierre Durand (pseud.) (ill. Gavarni et Théodore Maurisset (d) ), Physiologie du provincial à Paris, Paris, Aubert ; Lavigne, 1841 (réimpr. 1850), 121 p., ill. ; 13 cm (OCLC 43757175, lire en ligne sur Gallica).
- Les Mémoires du diable, comédie en trois actes, avec Étienne Arago, 1842.
- Jacquot, vaudeville en 1 acte, 1843.
- Le Bon Œil, feuilleton, 1843.
- Le Bouquet de violettes, feuilleton, 1843.
- Le Chalet, feuilleton, 1843.
- Un héros de roman, feuilleton, 1843.
- Les Maris malheureux, nouvelle, 1843.
- Les Inconvénients de la vertu, feuilleton, 1843.
- L'Ogresse, ou Un mois au Pérou, comédie-vaudeville en 2 actes, 1843.
- L'Ami du ministre, feuilleton, 1844.
- La Polka, vaudeville en 1 acte, avec Frédéric Bérat, 1844.
- Le Conciliateur, feuilleton, 1845.
- La Famille Wilberston, feuilleton, 1845.
- L'Héritière, nouvelle, 1845.
- Paris à cheval, revue cavalière en 5 relais, avec Carmouche, 1845.
- Les Succès, feuilleton, 1845.
- Un tuteur de vingt ans, comédie-vaudeville en 2 actes, avec Mélesville, 1845.
- La Provence ancienne et moderne, 1846.
- avec Jean-François Bayard, L'Enfant de l'amour ou les Deux Marquis de Saint-Jacques : comédie-vaudeville en trois actes, Paris, Michel Lévy frères, 1847, 81 p., fig. ; 31 cm (OCLC 25581214, lire en ligne sur Gallica).
- avec Édouard Lafargue et Siraudin (Paris, Gymnase-dramatique, 3 avril 1847.), La Cour de Biberack : comédie-vaudeville en 1 acte, Paris, Beck, 1847, 20 p., Gr. in-8º (OCLC 45567274, lire en ligne sur Gallica).
- Les Bords du Rhin, 1847.
- L'Amoureux et le Bandit, feuilleton, 1847.
- Le Dévouement d'une femme, feuilleton, 1847.
- L’Été à Bade  (ill. Tony Johannot, Eugène Lami, Français et Jaquemot), Paris, Furne ; Ernest Bourdin, 1847, 300 p., fig., pl. en noir et en coul., carte ; in-4º (OCLC 37309237, lire en ligne sur Gallica).
- Les Exilés de Wissbade, feuilleton, 1847.
- La Femme aux cinq maris, feuilleton, 1847.
- Enghien et la vallée de Montmorency, précédé d'une description historique du parcours du chemin de fer du Nord, 1847.
- Le Pactole, nouvelle, 1847.
- Le Lion et le Rat, comédie-vaudeville en 1 acte, avec Adolphe de Leuven, 1848.
- Le Marquis de Lauzun, comédie en 1 acte, mêlée de couplets, avec Carmouche, 1848.
- avec Gabriel de Lurieu, La Belle Cauchoise : comédie-vaudeville en 1 acte, Paris, J. Claye, 1849, 12 p., gr. in-8º (OCLC 697955859, lire en ligne sur Gallica).
- J'attends un omnibus, vaudeville en 1 acte, 1849.
- La Tasse cassée, comédie-vaudeville en 1 acte, avec Lubize, 1849.
- Colombine, ou les Sept péchés capitaux, comédie-vaudeville en 1 acte, avec Carmouche, 1850.
- Le Maître d'armes, comédie-vaudeville en 1 acte, 1850.
- La Restauration des Stuarts, drame historique en 5 actes, 1850.
- avec Charles Varin, Encore des mousquetaires : vaudeville en un acte, Paris, D. Giraud et J. Dagneau, 1851, 44 p., in-18 (OCLC 48636191, lire en ligne sur Gallica).
- Les Aventures de Suzanne, drame en 5 actes et 8 tableaux, avec Charles Dupeuty, 1851.
- Une belle aventurière, feuilleton, 1851.
- Un héros du roman moderne, nouvelle, 1851.
- Une récréation champêtre, Paris, De Vigny, 1851, 4 p., in-8º (OCLC 459670112, lire en ligne sur Gallica).
- Jean le Postillon, monologue sur la chanson de F. Bérat, avec Carmouche, 1851.
- Souvenir des eaux de Spa, Paris, De Vigny, 1851, 5 p., in-8º (lire en ligne sur Gallica).
- Chez Dantan, Paris, Dubuisson, 1852, 8 p., in-8º (OCLC 457468251, lire en ligne sur Gallica).
- Le Mariage forcé, nouvelle, 1852.
- Scapin, comédie en 1 acte, mêlée de couplets , avec Carmouche, 1852.
- Soirées d'avril, roman, 1852.
- Itinéraire du chemin de fer de Paris à Bruxelles, comprenant l'embranchement de Creil à Saint-Quentin, 1853.
- Promenade au château de Compiègne et aux ruines de Pierrefonds et de Coucy, Paris, Louis Hachette, 1854, 64 p., 1 vol. pl. ; in-16 (OCLC 1176967619, lire en ligne sur Gallica).
- Un frère terrible, comédie-vaudeville en 1 acte, avec Dupeuty, 1854.
- De Paris à Boulogne, à Calais et à Dunkerque, 1855.
- Les Chiens de Saint Malo, feuilleton, 1857.
- Le Premier Pas, feuilleton, 1857.
- Une victime, feuilleton, 1857.
- Un vieux beau, comédie-vaudeville en 1 acte, 1857.
- Ce que c'est qu'une Parisienne, Les Maîtresses à Paris, Les Veuves du diable, romans, avec Léon Gozlan, 1858.
- Le Provincial à Paris  (ill. Gavarni, posth.), Paris, Aubert, 1850, 16 p., 65 vignettes par Gavarni ; fig. ; 31 cm (OCLC 223106363, lire en ligne sur Gallica).

### Attributions
- L'Écu de cent sous, feuilleton-nouvelle, 1840.Écrit par Marie Aycard mais réédité sous la signature Eugène Guinot.